# Горюнова Ніна Олександрівна
Ніна Олександрівна Горюнова (1916—1971) — видатний радянський вчений, засновниця робіт з хімії алмазоподібних напівпровідників. Над можливістю створення напівпровідників працювало багато вчених. Ніна Олександрівна В 1950 році першою передбачила «напівпровідниковість» деяких інтерметалів, але не встигла опублікувала свою ідею. Генріх Велькер (Мюнхен) в 1952 році опублікував фундаментальну статтю, в якій обґрунтовувалась можливість створення напівпровідників, він і вважається автором теорії.

## Біографія
Народилась 12 листопада 1916 року в м. Москва.
1939 — закінчила хімічний факультет Ленінградського університету, маючи вже за плечима фабрично-заводське училище та два роки роботи за розподілом в заводській лабораторії.
1946 — почала працювати у Фізико-технічному інституті, вступає до аспірантури Іоффе Абрама Федоровича.
1950 — захист кандидатської дисертації на тему «Сіре олово». В практичній діяльності використовує свій, що став потім «фірмовим», натиск: пробивається в запасники Ермітажу, де їй дозволяють з потемнілих старовинних олов'яних потир нашкрябати пригоршню «олов'яної чуми», це і є сіре олово. Даний матеріал виявився напівпровідником.
1958 — захист докторської дисертації на тему «Дослідження в галузі хімії напівпровідників».
1961 рік — організовує при Ленінградському політехнічному інституті ім. Калініна (зараз Санкт-Петербурзький державний політехнічний університет) кафедру напівпровідникового матеріалознавства.
1963 — організовує і очолює лабораторію фізико-хімічних властивостей напівпровідників. В цій лабораторії були вирощені перші кристали арсеніду галію AIIIBV. Під керівництвом Ніни Олександрівни були розвинуті нові методи кристалізації напівпровідників AIIIBV, вперше були отримані їх тверді розчини.
1868 — з'являється її підсумкова монографія, де зроблена спроба запропонувати періодичну систему напівпровідникових сполук.
Ніна Олександрівна померла від важкої хвороби 31 січня 1971 року, ледь досягнувши 54 років.

## Нагороди
Лауреат премії ім. М. С. Курнакова АН СРСР, кавалер ордена Леніна.

## Публікації
Н. О. Горюнової опубліковано 259 друкованих праць, отримано 5 авторських свідоцтв, під її керівництвом виконано 45 дисертацій.
Створені і видані монографії:
1. «Хімія алмазоподібних напівпровідників» Л., Вид. ЛДУ, 1963;
2. «Складні алмазоподібні напівпровідники» М., Вид. «Радянське Радіо», 1968;
3. «Сімейство алмазоподібних напівпровідників» М., Вид. «Знання», 1970

Використана література:
1. Физика и техника полупроводников, 2006, том 40, вып. 11
2. http://vivovoco.astronet.ru/VV/JOURNAL/VIET/LIGHT.HTM [Архівовано 14 травня 2019 у Wayback Machine.]
3. https://journals.ioffe.ru/articles/viewPDF/18604 [Архівовано 30 червня 2019 у Wayback Machine.]
4. http://led22.ru/ledstat/losev/losev2.html [Архівовано 9 червня 2019 у Wayback Machine.]